# Харес (вазописець)
Харес — давньогрецький вазописець, який працював у Коринфі в другій чверті VI століття до н. е.
Він відомий завдяки своєму підпису на пізньопротокоринфській піксиді, місце знахідки якої не збереглося. На вазі, що зберігається нині в Луврі (E 609), в техніці силуетів зображені вершники з міфу про Троянську війну.